# Рязанская областная универсальная научная библиотека имени Горького
Ряза́нская областна́я универса́льная нау́чная библиоте́ка и́мени Го́рького — центральная библиотека Рязанской области, одна из старейших библиотек России.

## История

### Российская империя
Идея создания в Рязани публичной библиотеки зародилась ещё в 30-х годах XIX века. Основанием для неё стал циркуляр правительства об учреждении в губернских городах страны общественных библиотек. Предполагалось, что все расходы на устройство будут оплачены за счет частных пожертвований, однако собранных денег и книг оказалось недостаточно.
К проекту открытия в Рязани общественной библиотеки вернулись в середине XIX века. Вновь был объявлен сбор пожертвований среди населения. Газета «Рязанские губернские ведомости» печатала списки дарителей, в числе которых были почетный попечитель рязанской гимназии Николай Гаврилович Рюмин, купец 1-й гильдии, коллекционер рязанской старины, баснописец Александр Васильевич Антонов и многие другие.
Новое учреждение разместилось в центре города, в квартире купчихи Соловьёвой. Аренда оплачивалась из ежегодных отчислений членов комитета. Чтение в помещении библиотеки было бесплатным, в отличие от «абонемента»; стоимость последнего составляла 6 рублей в год, 4 рубля на полгода и 1 рубль на месяц. На момент открытия — 14 (2 ст. ст.) января 1858 года — собрание библиотеки насчитывало 609 наименований книг в 1275 томах, 4300 номеров периодических изданий.
Первым библиотекарем стал воспитанник Московского Императорского университета К. П. Архангельский.
К 1860 году число посетителей библиотеки за двенадцать месяцев достигало трёх тысяч человек. Социальный состав читателей был довольно примечательным: в первую очередь, дворяне и чиновники, ученики и преподаватели гимназии и семинарии, купцы. Среди подписчиков (на 1859 год) наибольшей популярностью пользовались художественные произведения на русском языке (сочинения русских и зарубежных авторов, сказки), журналы и газеты, в меньшей степени — исторические сочинения; любопытно, что научные труды по числу заказов уступали беллетристике на французском языке.
Среди пользователей библиотеки было немало будущих знаменитостей: например, историк Д. И. Иловайский, писатель Н. Н. Златовратский, лауреат Нобелевской премии И. П. Павлов, экономист и правовед И. И. Янжул.
В попечительском совете библиотеки одно время состоял замечательный русский писатель — М. Е. Салтыков-Щедрин, назначенный в 1858 году рязанским вице-губернатором.
Несмотря на несомненное влияние на культурную жизнь Рязани, к концу XIX века популярность библиотеки у рязанцев значительно снизилась. Сказалось сокращение финансирования и, как следствие, обветшание фондов, резкое уменьшение подписки на журналы и газеты.

### Советский Союз

#### Между двумя мировыми войнами
В первые годы Советской власти, в Рязани было создано несколько библиотек, которые, на протяжении своего недолгого существования, находились в режиме постоянного слияния и преобразования. Одна из них, Центральная губернская библиотека, в 1923 году была объединена с двумя другими библиотеками города. В то время фонд её насчитывал более сорока тысяч томов; в штате состояло двенадцать сотрудников.
31 марта 1928 года постановлением Президиума Рязанского городского Совета, в связи с 60-летием М. Горького, Центральной библиотеке было присвоено имя знаменитого писателя. Библиотека неоднократно меняла свой статус (окружная, районная), вслед за изменением статуса региона. В её состав входили книгохранилище, абонемент, читальня, консультационный пункт, детское отделение, передвижной фонд, переплетная мастерская.
В 1937 году, после образования Рязанской области, библиотека получила статус областной. В дополнение к существующим, были добавлены новые отделы: библиографический, МБА, отдел обработки и комплектования, методический кабинет. Библиотека располагалась по адресу: ул. Ленина, 24.
Работа не прекращалась даже в годы Великой Отечественной войны. Некоторые из сотрудников были направлены на работу в госпиталь, кто-то ушёл на фронт. Число посетителей в это время достигало 12 тысяч в год. В библиотеке проходили выставки, литературные вечера, лекции. Одновременно проводились работы над тематическими картотеками «Знатные люди нашей области», «Рязанцы — участники войны» и прочие.

#### Послевоенный период
К началу 1946 года в штате состояло 34 сотрудника, в том числе 23 библиотечных работника. Окончание войны, переход к мирной жизни ознаменовались резким увеличением числа читателей и количества посещений. За первый послевоенный год книговыдача достигла 110 тысяч томов, число посещений превысило 46 тысяч; было записано более 3500 человек. Началась организация библиографических указателей, был основан фонд книг М. Горького и литературы о нём.
В 1950-е годы библиотека активно содействовала экономическому подъёму области. Упор делался на обслуживание специалистов сельского хозяйства. Оказывалась помощь районным и местным сельским библиотекам, велась методическая подготовка сотрудников. К концу 1950-х годов библиотечный фонд насчитывал до полумиллиона экземпляров; порядка 2/3 от этого объёма из-за нехватки площадей было складировано.
С 1960 по 1964 годы велось строительство нового здания (ул. Ленина, 52). Во вновь открытой библиотеке появились следующие отделы: сельскохозяйственной литературы, нотно-музыкальный, литературы на иностранных языках, патентно-технический, — что способствовало большей специализации сотрудников и улучшало обслуживание читателей. Проводились различные мероприятия, такие, например, как «Дни информации», «Дни специалистов». В 1968 году, к 100-летию со дня рождения Горького, у здания библиотеки была открыта стела с барельефом писателя.
На начало 1969 года собрание библиотеки включало в себя более 855 тысяч экземпляров, выписывалось около 550 наименований журналов и до 60 газет.
1970—1980-е годы — период бурного развития библиотеки.
Согласно «Положению об организации депозитарного хранения книжных фондов библиотек страны», областная библиотека приняла на себя функцию хранения краеведческой литературы, равно как и собрания местной печати (в пределах границ Рязанской области). Под эгидой Горьковской библиотеки проводилась централизация библиотек области, объединившая сельские библиотеки в единую систему, во главе с районными.
Дальнейшее развитие получило взаимодействие с читателями — организовывались круглые столы, пресс-конференции, выставки, наряду с уже имевшимися, создавались и работали новые клубы (при музыкальном отделе, секторе краеведения, отделе литературы на иностранных языках и т. п.).

### Рубеж XX—XXI столетий
С распространением новых технологий (Интернет, электронные базы данных и проч.) особую значимость в работе библиотек приобрела автоматизация библиотечных процессов. В Рязанской областной универсальной научной библиотеке (РОУНБ) уже с 1990-х годов применяются современные подходы к организации и обработке фондов, к развитию и улучшению библиотечных услуг.
В 1992 году начал работу электронный краеведческий каталог. С 1993 года формируется электронный каталог на фонды РОУНБ. Был организован отдел автоматизации.
С 1994 года библиотека стала членом ИФЛА, получив право на участие в международных мероприятиях по библиотечному делу; год спустя, вошла в Ассоциацию библиотек ЮНЕСКО.
Начиная с 1995 года, библиотека выступает организатором выставки-ярмарки «Издано в Рязани».
В 1996 году был запущен сайт Библиотеки им. Горького; спустя три года, открылся Центр деловой и правовой информации, с бесплатным доступом к следующим программам: ФАПСИ НТЦ «Система», «Консультант-плюс», «Гарант», «Референт», «Кодекс».
В 2002 году в Рязанской области, под научно-методическим руководством РОУНБ, стартовал проект создания модернизированных библиотек на селе.
Через два года в библиотеке начал работу «Центр консервации документов»; в 2006 году был организован доступ к базам рефератов и диссертаций РГБ.

## Библиотека в современной России

### Открытие нового корпуса
В 2008 году началось строительство нового корпуса библиотеки (пристройки к основному зданию). Затраты на проект из федерального и областного бюджетов составили почти 190 млн рублей.
4 октября 2011 года состоялась церемония торжественного открытия нового корпуса. В мероприятии приняли участие представители областной и городской администрации, СМИ, другие почетные гости.

Благодаря открытию нового корпуса будет проведена реорганизация отделов библиотеки, расширится спектр предоставляемых услуг, в том числе и с использованием современных информационных технологий. В корпусе будет работать кафе, центр книги и чтения, несколько читальных залов, в том числе и с электронной литературой, сервисный и библиографический центр, книгохранилище. Кроме того, читатели библиотеки смогут воспользоваться WiFi-зоной, а посетители с ограниченными физическими возможностями — специально оборудованными пандусами и рабочими местами.
— Наталья Гришина,  директор РОУНБ им. Горького
С 1 июля 2013 года произошло слияние Рязанской областной юношеской библиотеки им. К. Г. Паустовского с Рязанской областной универсальной научной библиотекой им. Горького.
В здании по адресу ул. Грибоедова 26/6 действует Информационно-просветительский центр им. К. Г. Паустовского с подразделениями: кафедра абонемента и кафедра детской литературы.
По состоянию на 2016 г. посещаемость библиотека составляет 180 тыс. человек в год, фонд библиотеки — 1 млн. 200 тысяч единиц.

### Структура библиотеки
Отделы обслуживания:
Зал книги и чтения
Универсальный читальный зал
Краеведческий информационный отдел
Отдел правовой информации и образовательных ресурсов
Отдел организационно-методической и образовательной деятельности
Отдел библиотечных и информационных коммуникаций, издательско-полиграфической деятельности и дополнительного обслуживания
Внутренние отделы:
Отдел формирования фондов
Отдел хранения основного фонда
Отдел автоматизации
Отдел бухгалтерского учета и экономического планирования
Отдел кадров
Правовой отдел
Хозяйственный отдел
Адреса:
| Название               | Адрес                   | Координаты                      |
| ---------------------- | ----------------------- | ------------------------------- |
| Главное здание         | ул. Ленина, 52          | 54°37′52″ с. ш. 39°44′31″ в. д. |
| Центр им. Паустовского | ул. Грибоедова, д. 26/6 | 54°37′49″ с. ш. 39°45′47″ в. д. |